# (172) Baucis
(172) Baucis – planetoida z grupy pasa głównego asteroid okrążająca Słońce w ciągu 3 lat i 247 dni w średniej odległości 2,38 j.a. Została odkryta 5 lutego 1877 roku w Marsylii przez Alphonse Borrelly’ego. Nazwa planetoidy pochodzi od mitycznej Baucis, żony Filemona, która wraz z mężem przyjęła w gościnę Zeusa i Hermesa.